# 魯思文 (愛荷華州)
魯思文（英語：Ruthven）是一個位於美國愛荷華州帕洛阿爾托縣的城市。

## 地理
魯思文的座標為44°07′50″N 94°54′01″W / 44.13056°N 94.90028°W，而該地的平均海拔高度為439米（即1440英尺）。

## 人口
根據2010年美國人口普查的數據，魯思文的面積為1.09平方千米，當中陸地面積為1.09平方千米，而水域面積為0.00平方千米。當地共有人口737人，而人口密度為每平方千米676人。